# Hyphéma
 Mise en garde médicale
 (mai 2025).
Si vous disposez d'ouvrages ou d'articles de référence ou si vous connaissez des sites web de qualité traitant du thème abordé ici, merci de compléter l'article en donnant les références utiles à sa vérifiabilité et en les liant à la section « Notes et références ».
L'hyphéma est défini par du sang à l'avant de l'œil, plus précisément dans la chambre antérieure. Il se manifeste généralement par une petite accumulation de sang au pied de l'iris, juste derrière la cornée, parfois on ne distingue qu'une légère teinte rougeâtre.

## Causes
L'hyphéma est souvent causé par un traumatisme au niveau du visage, il peut empêcher la vision, partiellement ou entièrement. Cette perte de la vision est rarement permanente.

## Évolution et pronostic
L'hyphéma se résout généralement de lui-même, parfois il nécessite un traitement médical, lorsqu'il existe un risque de déficience visuelle permanente. Un hyphéma persistant trop longtemps peut entraîner une hémosidérose et hétérochromie, l'accumulation de sang pouvant également provoquer une élévation de la pression intra-oculaire.

## Traitement
Traitement de l'hyphéma repose sur quatre grands principes:
1. Diminution voire arrêt complet des activités (alitement) afin d'éviter une récidive hémorragique dans la chambre antérieure (pouvant entraîner une obstruction de la vision, ou une augmentation de la pression douloureuse). Les effets de ce traitement utilisé seul, sur l'acuité visuelle restent peu ou pas significatif.
2. Élévation de la tête du lit d'environ 45 degrés, de sorte que le dépôt de sang puisse se déposer en bas de la chambre antérieure. Cela permet à la fois d'éviter l'obstruction de la vision et facilite la résorption du sang. Les effets de ce traitement utilisé seul, sur l'acuité visuelle restent peu ou pas significatif.
3. Le port d'une visière pendant le sommeil, pour éviter les frottements accidentels des yeux. De même que pour les deux traitements précédent, l'application de ce traitement seul ne montre pas de résultats significatifs évidents.
4. Éviter certains médicaments contre la douleur comme l'aspirine ou l'ibuprofène qui fluidifient le sang et augmentent le risque d'une récidive hémorragique. Il est d'ailleurs déconseillé l'usage d'antifibrinolytiques. Préférer l'utilisation de paracétamol.
L'utilisation de corticoïdes dans le traitement de l'hyphéma est controversée parmi les ophtalmologistes dont les études portent sur de faibles cohortes avec des résultats peu significatifs. L'utilisation d'acide aminocaproïque semble montrer une diminution des rechutes mais s'accompagne d'une augmentation des effets secondaires et d'une augmentation de la résorption de l'hyphéma.
La grande majorité des hyphémas se résorbent d'eux-mêmes, sans complication. Certains cas d'hyphémas sévères, ou associés à importante pression intra-oculaire, peuvent nécessiter une chirurgie pour nettoyer la chambre antérieure et empêcher le sang de colorer la cornée de manière définitive. Si les saignements recommencent alors les risques de complications et leurs sévérités augmentent également.